# Castell de Montcada
El Castell de Montcada era un castell d'origen medieval que estava situat al cim del turó de Montcada. Felip V n'ordenà la demolició, però no fou definitiva fins a 1917, quan encara comptava amb una sòlida torre rodona, que fou esbucada juntament amb el santuari de Santa Maria de Montcada.

## Història
La primera referència documental data de l'any 1023, surt esmentat com castro de Montekandano, i és un dels castells que la comtessa Ermessenda donà com a penyora i garantia de mantenir la pau al seu fill Berenguer Ramon I. Per aquesta època surt esmentat com un dels barons de la cort del comte Ramon Borrell un Ramon de Montcada, el va succeir el seu fill Guillem Ramon II "el Senescal". Ell i el seu germà Asbert foren partidaris de Ramon Berenguer II contra Berenguer Ramon II.
L'any 1102, Guillem Ramon II morí sense fills, el van succeir els seus nebots Berenguer Ramon i Guillem Ramon III, fills d'Asbert. Aquell mateix any, Berenguer Ramon de Montcada confià la custòdia del castell a Ramon Mir.

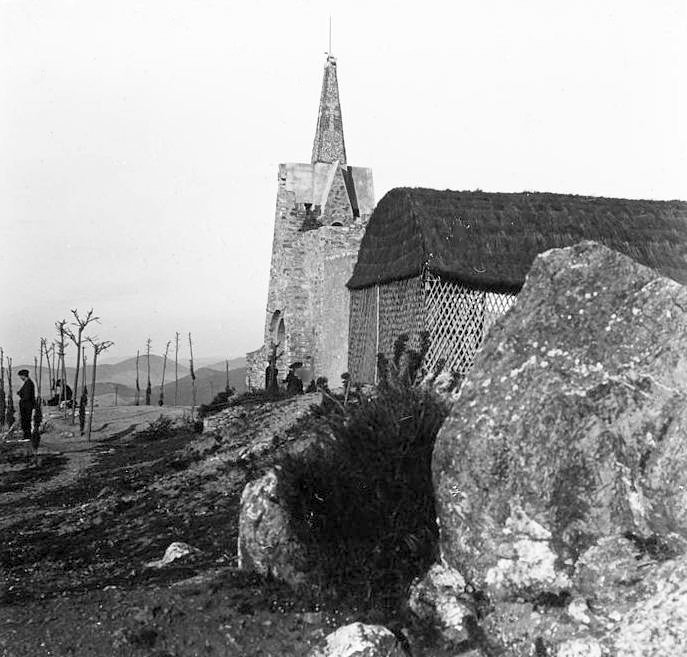
El santuari de Santa Maria de Montcada el 1913

L'any 1148, Guillem Ramon I de Montcada contribuí a la conquesta de Tortosa, i Ramon Berenguer IV li concedí la tercera part de la ciutat, quan conquerí la ciutat de Lleida, li atorgà el palau de Montcada, situat al barri de la Suda, entre altres immobles. Quan aquest morí l'any 1173, tot el seu patrimoni passà al seu fill Ramon, i més tard, al seu net Ramon, aquest darrer més tard s'anomenà Guillem Ramon, es casà l'any 1189 amb Guillema de Castellvell, besneta de Ramon Berenguer "el Gran".
L'any 1194, Guillem Ramon assassinà l'arquebisbe de Tarragona, Berenguer de Vilademuls, oncle de la seva dona, una hipòtesi que explicaria aquest fet es podria relacionar amb una qüestió d'herència. Els jutges papals varen dictar una sentència dura i Guillem Ramon abandonà el país.
L'any 1215, finà Gastó, germà de Guillem Ramon, sense descendència, llavors aquest darrer va obtenir el títol de vescomte de Bearn, on va traslladar-se l'any 1220, morí quatre anys més tard a Auloron.
Després del crim, l'any 1202, el rei Pere I, des de Montpeller, donà a Guillem de Montcada (fill) tots els castells que havien estat encomanats al Gran Senescal.
L'any 1225, Guillem de Montcada, vescomte de Bearn i senyor de Montcada estava casat amb Garsenda, comtessa, filla d'Alfons d'Aragó i de Garsenda de Sabran-Forcalquer. Aquell mateix any va vendre el castell de Sant Marçal, entre altres pertinences.
L'any 1229, Guillem i el seu cosí Ramon van morir en la batalla de Portopí. El succeí el seu fill Gastó, però com encara era petit, restà sota la tutela de la seva mare Garsenda. L'estat financer del casal de Montcada era deficitari, s'havia de satisfer molts de deutes, i l'any 1245 encara no estaven totes resoltes.
Gastó es casà amb Mata, filla de Bossom de Mates i de Peronella, comtessa de Bigorra. Gastó ajudà a Enric III d'Anglaterra contra els francesos, i pels seus serveis obtingué una pensió de 13.000 lliures esterlines. L'any 1250 caigué presoner del comte de Leicester, però recobrà la seva llibertat gràcies al seu parentiu amb la reina Elionor.
Gastó es casà en segones núpcies amb Beatriu, filla de Pere, comte de Savoia, i morí l'any 1290, deixant quatre filles, totes del primer matrimoni, Constança, Margarida, Mata i Guillema.
A la tardor de 1291 es va celebrar l'enllaç entre Guillema de Montcada i l'infant Pere, ella aportava tot el que posseïa tant en franc alou com en feu a Catalunya, Mallorca, Bascònia i Aragó i ell li feu donació de 40.000 morabatins alfonsins d'or, i li prometé de salvar tots els castells i terres, aquests morabatins els havien d'heretar els fills d'aquest matrimoni i, en cas de no tenir successió, el rei Jaume II.
L'any 1296 morí l'infant Pere d'epidèmia i Guillema l'any 1309, el seu patrimoni passà al seu nebot Gastó de Frazensac, fill segon de la seva germana Mata i del comte d'Armanyac.
L'any 1311, un conveni entre les cases d'Armanyac i Foix feu que Gastó de Foix fos nou senyor de Montcada. El succeí el seu fill Roger Bernat de Foix l'any 1315, tretze anys més tard es casà amb Constança de Luna, va morir l'any 1350, el va succeir el seu fill Roger Bernat II, aquest va vendre el castell d'Arraona i la vila de Sabadell a la reina Elionor, esposa de Pere el Cerimoniós, l'any 1366.
En el fogatjament de 1365-1370 comptava amb 64 focs, en aquesta època pertanyia a la reina.
L'any 1387, el rei Joan I va incorporar-lo a la Corona, tres anys més tard el va vendre a la ciutat de Barcelona junt amb el feu de Cervelló, per 131.000 florins barcelonesos.
L'any 1401, Nicolau Saví era guarda del castell, amb un salari de 15 lliures l'any.
A mitjans del segle xv, el castell seguí essent de propietat de Barcelona, els consellers proveïen de batlle, castellà i guarda.
L'any 1462, fou ocupat pels partidaris del rei Joan II, però la host barcelonina comandada pels consellers Esteve Mir i Pere Julià, l'assetjà i caigué el 28 de desembre d'aquell mateix any.
L'any 1713, Felip V ordenà la demolició del castell, i més tard es va donar permís a la gent del poble de fer-lo servir de pedrera.